# Victoria (Entre Ríos)
Victoria ist eine Stadt im Südwesten der Provinz Entre Ríos in Argentinien. Sie liegt am östlichen Ufer des Paraná. Mit der gegenüber liegenden Stadt Rosario (Santa Fe) ist sie seit 2003 durch die etwa 60 km lange Rosario-Victoria-Brücke über die ausgedehnte Flussaue des Paraná verbunden.
Die Geschichte geht zurück auf die Gründung eines Oratoriums 1810. 
Den Namen Victoria trägt die Ortschaft erst seit 1829, zur Stadt wurde sie 1851 erhoben. 1876 wurde die Hauptkirche Basilika Unserer Lieben Frau von Aránzazu geweiht. 1899 gründeten Benediktiner aus der Abtei Belloc die Abtei Niño Dios.

## Persönlichkeiten
- Osvaldo Ribó (1927–2015), Tangosänger
- Eugenia Trinchinetti (* 1997), Hockeyspielerin